# Raspa
Die Raspa ist ein nach 1945 in Mexiko und auf Kuba entstandener Gesellschaftstanz im bewegten 6/8-Takt.
Er geht angeblich auf einen mittelamerikanischen Erntetanz zurück und fand seit 1950 auch Verbreitung in Europa.
Wahrscheinlicher, aber nicht belegt, ist die Herkunft vom europäischen Wechselhupftanz Strohschneider, der in vielen Varianten nicht nur im gesamten deutschsprachigen Raum, sondern darüber hinaus in großen Teilen Europas verbreitet war und ist. Wechselhupftänze wie der Raspa stammen laut Hans von der Au von einem Fruchtbarkeitstanz der Frauen ab. Etwa zeigen Bilder von Pieter Bruegel aus dem 16. Jahrhundert bereits Tanzfiguren, die dem Strohschneider zugeordnet werden.